# Carbacanthographis subalbotecta
Carbacanthographis subalbotecta är en lavart som beskrevs av Staiger & Kalb. Carbacanthographis subalbotecta ingår i släktet Carbacanthographis och familjen Graphidaceae.   Inga underarter finns listade i Catalogue of Life.